# Prva črnogorska nogometna liga
Prva črnogorska nogometna liga (črnogorsko: Prva crnogorska fudbalska liga — Prva CFL — 1. CFL), trenutno zaradi sponzorskih razlogov imenovana Meridianbet 1. CFL, je najboljša poklicna nogometna liga v Črni Gori. Tekmovanje je bilo ustanovljeno leta 2006, vodil pa ga je Nogometna zveza Črne Gore. V tej ligi sodeluje 10 ekip. Zmagovalec črnogorske prve lige v kvalifikacijah za UEFA Ligo prvakov začne v drugem krogu. Drugo in tretjeuvrščena ekipa ter zmagovalec črnogorskega pokala igrajo v kvalifikacijskih krogih UEFA konferenčne lige. Zadnjeuvrščena ekipa neposredno izpade v drugo črnogorsko ligo, naslednji dve najnižje uvrščeni ekipi pa igrata v končnici Prve črnogorske lige. 

## Zgodovina
Prva nogometna tekmovanja v Črni gori so bila organizirana v Kraljevini Jugoslaviji. Črnogorsko deželno tekmovanje, ki je potekalo od leta 1922 do 1930, je predstavljalo tretji rang nogometa v Kraljevini Jugoslaviji. V obdobju 1930–1940 je črnogorsko nogometno prvenstvo postalo drugoligaško tekmovanje znotraj kraljevine. V najvišji jugoslovanski ligi v tem času ni nastopala nobena ekipa iz Črne gore.
V obdobju Socialistične federativne republike Jugoslavije je črnogorska republiška liga delovala kot nižjeligaško tekmovanje z napredovanjem in izpadanjem v okviru jugoslovanskega ligaškega sistema. Najvidnejša kluba iz Črne gore v tem obdobju sta bila FK Budućnost in FK Sutjeska. FK Budućnost je bil med ustanovitelji jugoslovanske prve lige in član njene prve sezone. Večji del obdobja SFRJ je FK Budućnost igral v prvi ligi, medtem ko je bil drugi črnogorski klub v najvišji ligi FK Sutjeska.
Med letoma 1992 in 2006 so ekipe iz Črne gore nastopale v sistemu Zvezne republike Jugoslavije in Srbije in Črne gore. V tem obdobju so črnogorski predstavniki v Prvi ligi Jugoslavije oziroma Srbije in Črne gore bili FK Budućnost, FK Sutjeska, FK Rudar, FK Mogren, FK Zeta, FK Kom in FK Jedinstvo. Leta 2004–2005 je prestrukturiranje sistema srbsko-črnogorske nogometne lige povzročilo razpustitev druge državne lige; nadomestili sta jo dve regionalni diviziji za vsako republiko unije posebej, z možnostjo napredovanja v še vedno skupno Prvo ligo.
Leta 2006, po ločitvi Črne gore od Srbije, je bila ustanovljena Prva črnogorska nogometna liga kot najvišje državno tekmovanje. V uvodni sezoni so člani lige postali trije klubi iz Prve lige Srbije in Črne gore, sedem iz druge lige ter dva iz Lige Republike Črne gore. Med letoma 2006 in 2017 je ligo sestavljalo 12 klubov, ki so v sezoni odigrali 33 tekem. Od sezone 2017/18 dalje število udeležencev v Prvi nogometni ligi Črne gore znaša 10, z 36-tedenskim tekmovanjem.

## Ekipe v sezoni 2024–25
| Klub           | Mesto        | Ustanovljen | Uvrstitev v 2023–24 | Sezone v najvišji ligi | Prva sezona v najvišji ligi | Stadion                         |
| -------------- | ------------ | ----------- | ------------------- | ---------------------- | --------------------------- | ------------------------------- |
| Arsenal        | Tivat        | 1914        | 7                   | 3                      | 2022–23                     | Stadion u Parku (2,000)         |
| FK Bokelj      | Kotor        | 1922        | 1. v 2. CFL         | 6                      | 2007–08                     | Stadion Pod Vrmcem (1,000)      |
| FK Budućnost   | Podgorica    | 1925        | 3                   | 56                     | 1946-47                     | Stadion pod Goricom (15,230)    |
| FK Dečić       | Tuzi         | 1926        | 1                   | 15                     | 2006–07                     | Stadion Tuško Polje (2,000)     |
| Jedinstvo      | Bijelo Polje | 1922        | 8                   | 8                      | 2005-06                     | Gradski Stadion (4,000)         |
| Jezero         | Plav         | 1934        | 5                   | 6                      | 2008-09                     | Stadion pod Racinom (2,500)     |
| Mornar         | Bar          | 1923        | 8                   | 11                     | 2009-10                     | Stadion Toplica (2,500)         |
| Otrant-Olympic | Ulcinj       | 1921        | 2. v 2. CFL         | 1                      | 2024-25                     | Stadion Olympic (1,500)         |
| Petrovac       | Petrovac     | 1969        | 6                   | 19                     | 2006-07                     | Stadion pod Malim brdom (1,630) |
| Sutjeska       | Nikšić       | 1920        | 4                   | 39                     | 1964-65                     | Stadion kraj Bistrice (5,214)   |

## Prvaki po sezonah
| Sezona  | Prvaki                     | Runners up        | Tretje mesto |
| ------- | -------------------------- | ----------------- | ------------ |
| 2006-07 | Zeta (1)                   | Budućnost         | OFK Grbalj   |
| 2007-08 | Budućnost (1)              | Zeta              | Mogren       |
| 2008-09 | Mogren (1)                 | Budućnost         | Sutjeska     |
| 2009-10 | Rudar (1)                  | Budućnost         | Mogren       |
| 2010-11 | Mogren (2)                 | Budućnost         | Rudar        |
| 2011-12 | Budućnost (2)              | FK Rudar Pljevlja | Zeta         |
| 2012-13 | Nikšić (1)                 | Budućnost         | Čelik        |
| 2013-14 | Sutjeska (2)               | Lovćen            | Čelik        |
| 2014-15 | Rudar (2)                  | Sutjeska          | Budućnost    |
| 2015-16 | Mladost (1)                | Budućnost         | Rudar        |
| 2016-17 | FK Budućnost Podgorica (3) | FK Zeta           | Mladost      |
| 2017-18 | Sutjeska (3)               | Budućnost         | Mladost      |
| 2018-19 | Sutjeska (4)               | Budućnost         | Zeta         |
| 2019-20 | Budućnost (4)              | Sutjeska          | Iskra        |
| 2020-21 | Budućnost (5)              | Sutjeska          | Dečić        |
| 2021-22 | Sutjeska (5)               | Budućnost         | Dečić        |
| 2022-23 | Budućnost (6)              | Sutjeska          | Arsenal      |
| 2023-24 | Dečić (1)                  | Mornar            | Budućnost    |

## Uspešnost po klubih
| Klub      | Mesto     | Prvaki | Drugouvrščeni | Zmagovalna leta                                      |
| --------- | --------- | ------ | ------------- | ---------------------------------------------------- |
| Budućnost | Podgorica | 6      | 9             | 2007-08, 2011-12, 2016-17, 2019-20, 2020-21, 2022-23 |
| Sutjeska  | Nikšić    | 5      | 4             | 2012-13, 2013-14, 2017-18, 2018-19, 2021-22          |
| Rudar     | Pljevlja  | 2      | 1             | 2009-10, 2014-15                                     |
| Mogren    | Budva     | 2      | -             | 2008-09, 2010-11                                     |
| Zeta      | Golubovci | 1      | 2             | 2006-07                                              |
| Mladost   | Podgorica | 1      | -             | 2015–16                                              |
| Dečić     | Tuzi      | 1      | -             | 2023-24                                              |
| Lovćen    | Cetinje   | -      | 1             |                                                      |
| Mornar    | Bar       | -      | 1             |                                                      |

## Povezave
- Uradna spletna stran pod okriljem FSCG